# Marcia Gay Harden
Marcia Gay Harden (n. 14 august 1959, La Jolla, California, SUA) este o actriță americană. A debutat în conematografie în 1990 în filmul Război în sânul mafiei regizat de frații Coen. A mai jucat în Used People (1992), The First Wives Club (1996) și Flubber (1997). A câștigat premiul Oscar pentru cea mai bună actriță în rol secundar în 2001 pentru interpretarea lui Lee Krasner din Pollock, fiind nominalizată la aceeași categorie trei ani mai târziu pentru rolul Celestei Boyle din Misterele Fluviului (2003). În 2009 a jucat pe Brodway în God of Carnage, interpretare pentru care a primit un premiu Tony.

## Filmografie

### Film
| An   | Titlu                                      | Rol                     | Note                                                                     |
| ---- | ------------------------------------------ | ----------------------- | ------------------------------------------------------------------------ |
| 1990 | Război în sânul mafiei                     | Verna Bernbaum          |                                                                          |
| 1991 | Late for Dinner                            | Joy Husband             |                                                                          |
| 1992 | Crush                                      | Lane                    |                                                                          |
| 1992 | Used People                                | Norma                   |                                                                          |
| 1994 | Safe Passage                               | Cynthia                 |                                                                          |
| 1996 | The Spitfire Grill                         | Shelby Goddard          |                                                                          |
| 1996 | The Daytrippers                            | Libby                   |                                                                          |
| 1996 | The First Wives Club                       | Dr. Leslie Rosen        |                                                                          |
| 1996 | Spionul Dandana                            | Miss Cheevus            |                                                                          |
| 1997 | Flubber                                    | Dr. Sara Jean Reynolds  |                                                                          |
| 1998 | Desperate Measures                         | Dr. Samantha Hawkins    |                                                                          |
| 1998 | Întâlnire cu Joe Black                     | Allison Parrish         |                                                                          |
| 1998 | Curtain Call                               | Michelle Tippet         |                                                                          |
| 2000 | Space Cowboys                              | Sara Holland            |                                                                          |
| 2000 | Pollock                                    | Lee Krasner             | A primit - Premiul Oscar pentru cea mai bună actriță în rol secundar     |
| 2001 | Gaudi Afternoon                            | Frankie Stevens         |                                                                          |
| 2003 | Mystic River                               | Celeste Boyle           | Nominalizare - Premiul Oscar pentru cea mai bună actriță în rol secundar |
| 2003 | Casa de los Babys                          | Nan                     |                                                                          |
| 2003 | Mona Lisa Smile                            | Nancy Abbey             |                                                                          |
| 2004 | Welcome to Mooseport                       | Grace Sutherland        |                                                                          |
| 2004 | P.S.                                       | Missy Goldberg          |                                                                          |
| 2005 | Bad News Bears                             | Liz Whitewood           |                                                                          |
| 2005 | Willa Cather: The Road Is All              | Willa Cather            | Rol de voce                                                              |
| 2005 | American Gun                               | Janet Huttenson         |                                                                          |
| 2006 | American Dreamz                            | First Lady              |                                                                          |
| 2006 | The Dead Girl                              | Melora                  |                                                                          |
| 2006 | The Hoax                                   | Edith Irving            |                                                                          |
| 2006 | Canvas                                     | Mary Marino             |                                                                          |
| 2007 | The Invisible                              | Diane Powell            |                                                                          |
| 2007 | Into the Wild                              | Billie McCandless       |                                                                          |
| 2007 | Rails & Ties                               | Megan Stark             |                                                                          |
| 2007 | The Mist                                   | Mrs. Carmody            |                                                                          |
| 2008 | Home                                       | Inga                    |                                                                          |
| 2008 | Thomas Kinkade's Home for Christmas        | Maryanne Kinkade        |                                                                          |
| 2009 | The Maiden Heist                           | Rose                    |                                                                          |
| 2009 | Whip It                                    | Brooke Cavendar         |                                                                          |
| 2010 | A Cat in Paris                             | Jeanne                  | Rol de voce                                                              |
| 2010 | True Grit                                  | Mattie Ross             | Rol de voce                                                              |
| 2011 | Detachment                                 | Principal Carol Dearden |                                                                          |
| 2011 | Someday This Pain Will Be Useful to You    | Marjorie Dunfour        |                                                                          |
| 2012 | Noah's Ark: The New Beginning              | Aamah                   | Rol de voce                                                              |
| 2012 | If I Were You                              | Madelyn                 |                                                                          |
| 2013 | The Wine of Summer                         | Shelley                 |                                                                          |
| 2013 | Parkland                                   | Head Nurse Doris Nelson |                                                                          |
| 2014 | Magic in the Moonlight                     | Mrs. Baker              |                                                                          |
| 2014 | You're Not You                             | Elizabeth               |                                                                          |
| 2014 | Elsa & Fred                                | Lydia Barcroft          |                                                                          |
| 2014 | Unity                                      | Narator                 | Documentar                                                               |
| 2015 | Grandma                                    | Judy                    |                                                                          |
| 2015 | Fifty Shades of Grey                       | Grace Trevelyan Grey    |                                                                          |
| 2015 | Larry Gaye: Renegade Male Flight Attendant | President of the FAFAFA |                                                                          |
| 2015 | After Words                                | Jane Taylor             |                                                                          |
| 2016 | Get a Job                                  | Katherine Dunn          |                                                                          |
| 2017 | Fifty Shades Darker                        | Grace Trevelyan Grey    |                                                                          |
| 2018 | Fifty Shades Freed                         | Grace Trevelyan Grey    |                                                                          |
| 2019 | Point Blank                                | Regina Lewis            |                                                                          |

### Televiziune
| An      | Titlu                                                                | Rol                          | Note                                                     |
| ------- | -------------------------------------------------------------------- | ---------------------------- | -------------------------------------------------------- |
| 1987    | CBS Summer Playhouse                                                 | Kim                          | Episodul: "In the Lion's Den"                            |
| 1988    | Simon & Simon                                                        | Librarian, Joan              | Episodul: "Ties That Bind"                               |
| 1989    | Gideon Oliver                                                        | Lila                         | Episodul: "Sleep Well, Professor Oliver"                 |
| 1991    | In Broad Daylight                                                    | Adina Rowan                  | Film TV                                                  |
| 1991    | Fever                                                                | Lacy                         | Film TV                                                  |
| 1992    | Sinatra                                                              | Ava Gardner                  | Film TV                                                  |
| 1995    | Fallen Angels                                                        | Marie                        | Episode: "Good Housekeeping"                             |
| 1995    | Chicago Hope                                                         | Barbara Tomilson             | Episodul: "Internal Affairs"                             |
| 1995    | Great Performances                                                   | N/A                          | Episodul: "Talking With"                                 |
| 1995    | Homicide: Life on the Street                                         | Joan Garbarek                | Episodul: "A Doll's Eyes"                                |
| 1997    | Path to Paradise: The Untold Story of the World Trade Center Bombing | Nancy Floyd                  | Film TV                                                  |
| 1998    | Labor of Love                                                        | Annie Pines                  | Film TV                                                  |
| 1999    | Spenser: Small Vices                                                 | Susan Silverman              | Film TV                                                  |
| 2000    | Thin Air                                                             | Susan Silverman              | Film TV                                                  |
| 2001    | Walking Shadow                                                       | Susan Silverman              | Film TV                                                  |
| 2002    | Guilty Hearts                                                        | Jenny Moran                  | Film TV                                                  |
| 2001    | The Education of Max Bickford                                        | Andrea Haskell               | 22 episoade                                              |
| 2002    | King of Texas                                                        | Mrs. Susannah Lear Tumlinson | Film TV                                                  |
| 2004    | She's Too Young                                                      | Trish Vogul                  | Film TV                                                  |
| 2005    | Felicity: An American Girl Adventure                                 | Mrs. Martha Merriman         | Film TV                                                  |
| 2005–13 | Law & Order: Special Victims Unit                                    | FBI Special Agent Dana Lewis | 4 episoade                                               |
| 2006    | In from the Night                                                    | Vicki Miller                 | Film TV                                                  |
| 2008    | The Tower                                                            | Zoe Cafritz                  | Film TV                                                  |
| 2008    | Sex and Lies in Sin City                                             | Becky Binion                 | Film TV                                                  |
| 2009    | Damages                                                              | Claire Maddox                | 7 episoade                                               |
| 2009    | The Courageous Heart of Irena Sendler                                | Janina Kyzyzanowska          | Film TV                                                  |
| 2010    | Royal Pains                                                          | Dr. Elizabeth Blair          | 3 episoade                                               |
| 2011    | Amanda Knox: Murder on Trial in Italy                                | Edda Mellas                  | Film TV                                                  |
| 2011    | Innocent                                                             | Barbara Sabich               | Film TV                                                  |
| 2012    | Body of Proof                                                        | Sheila Temple                | Episodul: "Sympathy for the Devil"                       |
| 2012    | Bent                                                                 | Vanessa Carter               | Episodul: "Mom"                                          |
| 2012–13 | Tron: Uprising                                                       | Keller                       | Rol de voce, Episodul: "State of Mind" și "Welcome Home" |
| 2012    | Isabel                                                               | Frances Lorenz               | Film TV                                                  |
| 2013–14 | The Newsroom                                                         | Rebecca Halliday             | 10 episoade                                              |
| 2013–14 | Trophy Wife                                                          | Diane                        | 22 episoade                                              |
| 2015    | How to Get Away with Murder                                          | Hannah Keating               | 4 episoade (inc. 1 episod, nemenționat, rol de voce)     |
| 2015–18 | Code Black                                                           | Dr. Leanne Rorish            | Rol principal                                            |
| 2019    | Love You to Death                                                    | Camile                       | Film TV                                                  |
| 2019    | The Morning Show                                                     | Maggie                       | 1 episode                                                |

### Teatru
| An        | Piesă de teatru                          | Rol                        | Dramaturg                  | Teatru                            | Loc                |
| --------- | ---------------------------------------- | -------------------------- | -------------------------- | --------------------------------- | ------------------ |
| 1989      | The Man Who Shot Lincoln                 | Mary Devlin                | Luigi Creatore             | Astor Place Theatre               | New York, US       |
| 1992–1993 | The Years                                | Isabella                   | Cindy Lou Johnson          | New York City Center-Stage I      | New York, US       |
| 1993–1994 | Angels in America: Perestroika           | Harper Pitt                | Tony Kushner               | Walter Kerr Theatre               | New York, US       |
| 1993–1994 | Angels in America: Millennium Approaches | Harper Pitt, Martin Heller | Tony Kushner               | Walter Kerr Theatre               | New York, US       |
| 1994      | Simpatico                                | Cecilia                    | Sam Shepard                | The Public Theater-Newman Theater | New York, US       |
| 2001      | The Seagull                              | Masha                      | Anton Chekhov              | Delacorte Theater                 | New York, US       |
| 2002      | The Exonerated                           | N/A                        | Jessica Blank, Erik Jensen | Lynn Redgrave Theater             | New York, US       |
| 2009      | God of Carnage                           | Veronica                   | Yasmina Reza               | Bernard B. Jacobs Theatre         | New York, US       |
| 2017      | Sweet Bird of Youth'                     | Alexandra del Lago         | Tennessee Williams         | Chichester Festival Theatre       | Chichester, Anglia |